# Afa Anoaʻi
Gataivasā Afa Amituanaʻi Anoaʻi, dit Afa Anoaʻi, né le 21 novembre 1943 dans le territoire sous tutelle des Samoa occidentales et mort le 16 août 2024 en Pennsylvanie, est un catcheur samoan naturalisé américain, principalement connu sous le nom de ring d'Afa. Avec son frère Sika, il forme une équipe nommée les « Wild Samoans », qui remporte divers titres. Les deux frères ont notamment remporté à trois reprises le championnat du monde par équipe de la World Wrestling Federation.

## Carrière
Afa et son frère Sika ont commencé à faire parler d'eux à la Stampede Wrestling en remportant le championnat international par équipe en 1973 à deux reprises,. En fin d'année, ils ont détenu le championnat par équipe du Canada de la National Wrestling Alliance Vancouver du 5 novembre au 17 décembre,.